# Llanura de Odishi-Guria

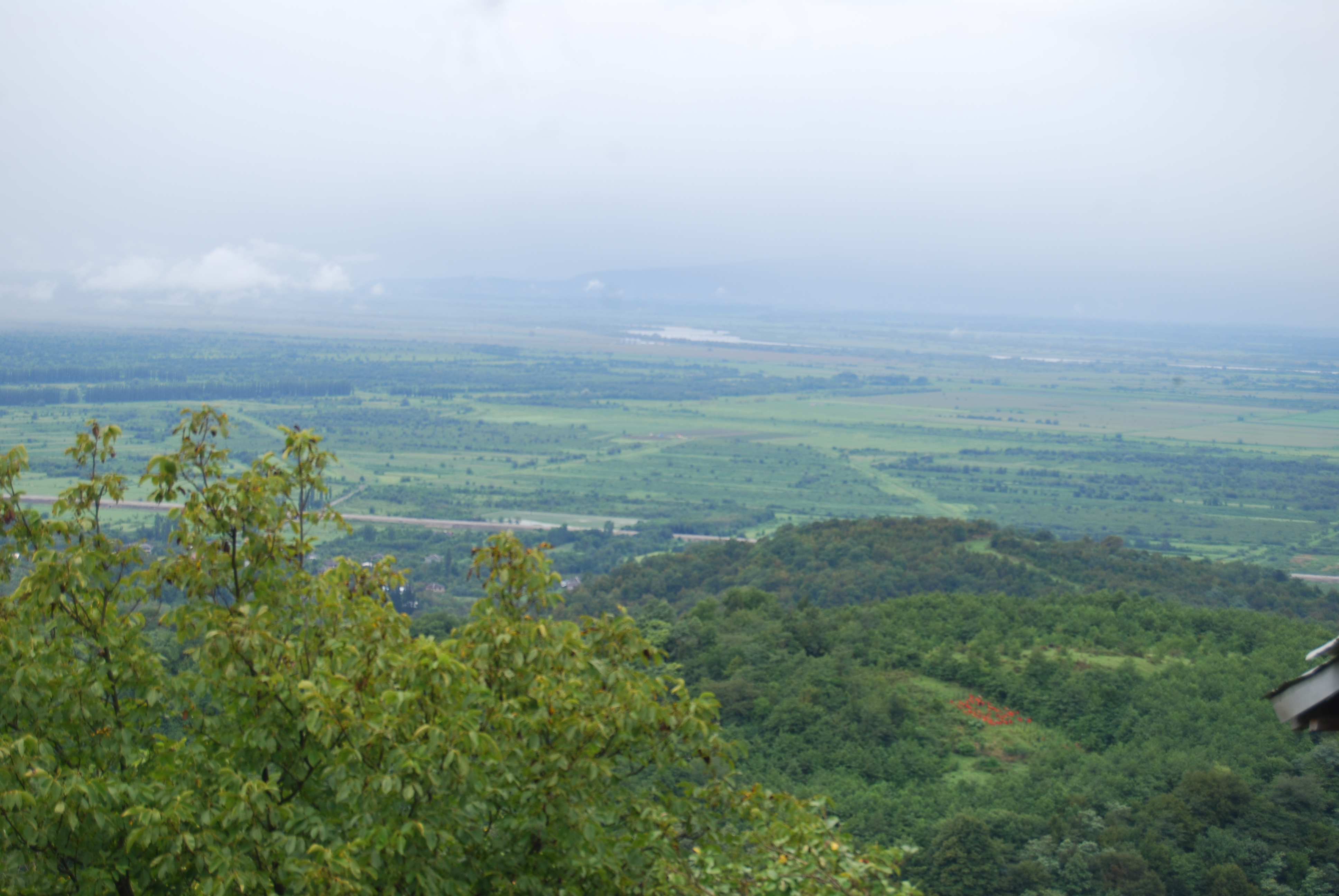
Tierras bajas de Odishi-Guria.

La llanura de Odishi-Guria también conocida como tierras bajas de Odishi-Guria y meseta de Odishi ( en georgiano: ოდიშის ვაკე  ) es una llanura en la parte media de Samegrelo en el oeste de Georgia  desde el fondo de la cordillera de Egrisi hasta el límite norte de la llanura de Colchis. Al sur, limita con los lagos Urta-Bis y Unagiri, laderas parcialmente calcáreas, braquiclásticas. La altura de la meseta de Odishi oscila entre 150 y 450 m.

## Geografía
La llanura de Odishi-Guria tiene una elaborada red de ríos. Hay algunas zonas deshabitadas con bosque caducifolio y amplios tramos de valles vinculados a la cuenca de drenaje. El paisaje agrícola predomina en las llanuras. La llanura de Odishi-Guria abarca la parte central y más baja del distrito paisajístico de Colchis, que se encuentra en su parte occidental junto al Mar Negro. Se caracteriza por un terreno de edad cuaternaria y moderna con superficie pantanosa, sedimentos costero-marinos, clima subtropical, red hidrográfica estrecha, humedales, desarrollo de vegetación mesófila e hidrófila. La superficie, especialmente en su parte costera, se caracteriza por una intensa humedad.
La llanura de Odishi-Guria está atravesada por los ríos Inguri, Khobi, Rioni, Tekhuri y Abasha. También cuenta con numerosos arroyos locales que discurren íntegramente por la llanura: Tikori, el río Churia, los ríos Tsia, Tsivi y Pichori. Como resultado de la acumulación excesiva de material húmedo, los cauces de estos ríos están relativamente elevados en algunos lugares por encima de la superficie de las llanuras aluviales adyacentes. Algunos de los cauces de los ríos (Jumi, Khobi, Itia, Cold, Technique, Abasha, Pichori y otros) a lo largo del lado occidental de la llanura y de la orilla derecha del río Rioni son de caudal variable y se caracterizan por el desarrollo de meandros.
Hay lagos. Algunos de ellos son cavernas de la antigua zona marítima y se caracterizan por sus pequeñas profundidades, mientras que otros se desarrollaron en una pradera abandonada por los ríos. Los lugareños llaman a estos lagos "Narionals".

## Flora
La vegetación se divide en varios tipos. Sobre una superficie relativamente seca, bien drenada y salina de dunas arenosas que se extienden a lo largo de la costa, donde se desarrollan los suelos arenosos y cordoncillos de la pradera principal, hay distintos grupos peculiares de otra vegetación colquiana. Están representados por grupos de plantas de pseudofitas litotales (lechoss, nardo azul, lirio de mar, etc.), islas de colchicina, arbustos xerófitos perennes (zarzamora, espino, carpe). Como resultado de los impactos económicos humanos, la estructura natural de estos grupos se ha degradado severamente en una porción significativa de las dunas y ha sido reemplazada por bosques artificiales.